# Ranunculus sceleratus
Ranunculus sceleratus, sardónia (grafia portuguesa) ou sardônia (grafia brasileira), é uma espécie de planta com flor pertencente à família Ranunculaceae.
A autoridade científica da espécie é L., tendo sido publicada em Species Plantarum 1: 551. 1753.

## Distribuição
Distribuição  circumpolar  bóreo-temperada, descontínua, amplamente aclimatada fora de sua área nativa.

## Portugal
Trata-se de uma espécie presente no território português, nomeadamente em Portugal Continental.
Em termos de naturalidade é nativa da região atrás indicada.

## Protecção
Não se encontra protegida por legislação portuguesa ou da Comunidade Europeia.